# Těš
Těš (německy Tösch) je zaniklá malá vesnice ve vojenském újezdu Hradiště v okrese Karlovy Vary. Stávala v Doupovských horách osm kilometrů severovýchodně od Bochova v nadmořské výšce okolo 850 metrů.

## Název
Název osady byl odvozen ze slovanského osobního jména Těš jednoho z usedlíků. V historických pramenech se objevuje ve tvarech Tesch (1785) a Tesch nebo Tösch (1847).

## Historie
Předchůdce vesnice byl poplužní dvůr. Osada na jeho pozemcích vznikla roku 1784, kdy došlo k rozdělení pozemků mezi drobné hospodáře při procesu tzv. raabizace. V roce 1850 Těš stala osadou Březiny, u které zůstala až do zániku obce. Děti z osady chodily do školy v Doupovském Mezilesí.
Těš zanikla vysídlením v roce 1953 v důsledku zřízení vojenského újezdu. Dochovaly se z ní základy domů a povalený sokl kříže, který stával na návsi.

## Přírodní poměry
Těš stávala v katastrálním území Radošov u Hradiště v okrese Karlovy Vary, asi osm kilometrů severovýchodně od Bochova. Nacházela se v nadmořské výšce okolo 850 metrů jihozápadně od vrchu Hradiště (934 metrů). Oblast leží v jihozápadní části Doupovských hor, konkrétně v jejich okrsku Hradišťská hornatina. Půdní pokryv v okolí tvoří převážně kambizem eutotrofní.
V rámci Quittovy klasifikace podnebí Těš stála v chladné oblasti CH7, pro kterou jsou typické průměrné teploty −3 až −4 °C v lednu a 15–16 °C v červenci. Roční úhrn srážek dosahuje 850–1000 milimetrů, sníh zde leží 100–120 dní v roce. Mrazových dnů bývá 140–160, zatímco letních dnů jen 10–30.

## Obyvatelstvo
Při sčítání lidu v roce 1921 zde žilo 38 obyvatel (z toho dvacet mužů). Podle sčítání lidu z roku 1930 měla vesnice 39 obyvatel. V obou případech byli všichni německé národnosti a římskokatolického vyznání.
|           | 1869 | 1880 | 1890 | 1900 | 1910 | 1921 | 1930 | 1950 |
| --------- | ---- | ---- | ---- | ---- | ---- | ---- | ---- | ---- |
| Obyvatelé | 33   | 41   | 40   | 34   | 32   | 38   | 39   | 35   |
| Domy      | 7    | 7    | 7    | 7    | 7    | 7    | 7    | 7    |